# Radio San Martin Sotrondio
Radio San Martín es el nombre de una emisora de radio municipal fundada en el año 1991 que emite desde Blimea en el concejo de San Martín del Rey Aurelio

## Centro emisor
Su frecuencia es 107.1 MHz y emite desde La Campeta SMRA